# 沃爾夫銼甲鯰
沃爾夫銼甲鯰，為輻鰭魚綱鯰形目甲鯰科的其中一種，為熱帶淡水魚，分布於南美洲秘魯烏卡雅利河流域，體長可達14.9公分，棲息在底層水域，生活習性不明。

## 扩展阅读
維基物種上的相關：沃爾夫銼甲鯰